# راشد بن جعيثن
راشد بن جعيثن إعلامي وشاعر سعودي، ولد في محافظة المزاحمية عام 1372هـ، يرأس قسم الأدب الشعبي في مجلة اليمامة، صدر له العديد من المؤلفات والدواوين الشعرية من أبرزها كتاب (الشجن: مجاريات أشعار خالد الفيصل)، وديوان (صدى الأشواق).

## العمل
- رئيس قسم الأدب الشعبي في مجلة اليمامة منذ أواخر التسعينات الهجرية.
- عمل رئيساً للجنة الشعر الشعبي في مهرجان الجنادرية لعدة مواسم.[4]
- عمل عضواً في لجنة تحكيم المرحلة النهائية لمسابقة شاعر الملك عام 2011م.[5]
- عمل عضواً في لجنة تحكيم مسابقة السامر الشعرية عام 2007م.[6]

## الإصدارات
- ديوان (صدى الأشواق).[7]
- (أنثروبولوجيا ربابة عرب الجزيرة).[8]
- (الشجن: مجاريات أشعار خالد الفيصل). وتضمن الكتاب ما يقارب من مئة وعشرين قصيدة لشعراء قاموا بمجاراة قصائد الأمير خالد الفيصل.[9]
- (حكام الرياض).[10]

## الأمسيات
اشترك في العديد من الأمسيات من أبرزها أمسيته مع الشاعر فيصل الرياحي التي أقيمت ضمن فعاليات مهرجان الطائف الشعري (الطائف أحلى وأحلى 28) عام 2007م.

## تعاونات فنية
تعاون راشد بن جعيثن مع العديد من الفنانين أبرزهم الفنان راشد الماجد في أغنية «أبشر من عيوني الثنتين»، ومع فهد بن سعيد في «يمين والله يمين»، و«هذي مفاتيح حبي»، و«نفسي عزيزة»، وغيرها. كما تعاون مع الفنان سلامة العبد الله في أغنية «لو بغيت أضحك وأسولف مع الناس»، ومع فهد الكبيسي في أغنية «فيك الشبه»، ومع الفنانة التونسية عفيفة العويني في أغنية «هلال كل الأرض»، و«مالك شبيه»، ومع الفنان محمد السليمان في أغنية «شفتك معه»، ومع عزازي في أغنية «يا زين ما حبيت».